# Éric Toussaint
 (novembre 2020).
Pour les articles homonymes, voir Toussaint (homonymie).
Éric Toussaint, né en 1954 à Namur, est un historien belge, porte-parole du réseau international du Comité pour l'abolition des dettes illégitimes - autrefois dénommé Comité pour l'annulation de la dette du tiers-monde (CADTM) - qu'il a contribué à fonder.
Historien de formation, il est docteur en sciences politiques de l'université de Liège (ULg) et de l'université Paris VIII. Il est également membre du conseil scientifique d'ATTAC France. Il a participé à la fondation du conseil international du Forum social mondial en 2001.

## Biographie

### Jeunesse et parcours militant
Né en 1954 à Namur, Éric Toussaint a vécu jusqu'à l'âge de 17 ans dans un village de mineurs de charbon (Retinne, près de Liège) où ses parents étaient instituteurs. Dans ce village de 2 500 habitants, il y avait plus de 30 nationalités différentes. À 13 ans, déjà actif dans des luttes (opposition à la guerre du Vietnam, antiracisme, soutien aux luttes des ouvriers, appui au Printemps de Prague...), il a adhéré au syndicat des étudiants de la Fédération générale du travail de Belgique (FGTB). En 1968, il a contribué à lancer un comité de lutte lycéen qui s'est étendu à plusieurs établissements. C'est le début de toute une série de combats. En 1970, il adhère à la IVe Internationale et participe à la création de la Ligue révolutionnaire des travailleurs (LRT) en mai 1971, avant de devenir membre de son bureau politique en compagnie d'Ernest Mandel notamment. Il est resté membre de la section belge, aujourd'hui Gauche anticapitaliste - SAP. À partir de 1980, il est devenu membre de la direction de la IVe Internationale.
Il a exercé différentes responsabilités syndicales à la Centrale générale des services publics (CGSP)-secteur enseignement. Entre 1975 et 1994, il a participé très activement à de nombreuses actions syndicales (enseignants, métallurgistes, travailleurs municipaux...). Les années 1980 ont été marquées par de nombreuses grèves, soit pour améliorer les services publics (dont l'enseignement public), soit pour obtenir des réformes de structures anticapitalistes (vocable en vogue à la FGTB entre 1956 et la fin des années 1980), soit pour résister à l’offensive néolibérale. Il a été particulièrement actif dans les grèves et les autres actions que les travailleurs de la Ville de Liège (dont il faisait partie en tant qu’enseignant) accablés par le fardeau de la dette publique ont menées tout au long des années 1980.
La solidarité internationale est devenue de plus en plus présente dans ses activités et ses réflexions : la solidarité avec les grèves des travailleurs polonais à partir de 1980, des mineurs britanniques (1984-1985), l'appui aux expériences révolutionnaires au Nicaragua entre 1979 et 1989 par l’organisation de brigades de travail volontaire pour aider les paysans de ce pays, la solidarité face à la répression du printemps chinois en 1989, l’opposition au blocus imposé à Cuba par le gouvernement des États-Unis, le soutien à la lutte du peuple palestinien et bien d’autres luttes aux quatre coins de la planète.
En 1990, il contribue à la création du Comité pour l'annulation de la dette du tiers-monde (CADTM) dont il devient président. Ce comité se transforme en un réseau international qui est implanté dans une trentaine de pays sur 4 continents. Il participe en 1999 à la création d'ATTAC en Belgique ainsi qu'à celle du Forum social mondial au Brésil et de son conseil international en 2001, du Forum social européen en 2002 et de l'Alter Summit en 2012.
À partir de 2000, il est très impliqué avec des mouvements populaires et avec des gouvernements latino-américains de gauche sur les thématiques de la dette, de la Banque du Sud et d'autres alternatives. Avec la crise de la dette qui touche le Nord de plein fouet depuis 2007-2008, Éric Toussaint a contribué au lancement et au renforcement des audits citoyens de la dette en Europe.
Éric Toussaint est actuellement[Quand ?] porte-parole du réseau CADTM International. Jean Ziegler décrit ce réseau et l'action qu'y mène Éric Toussaint dans son ouvrage, L'empire de la honte : « Le CADTM est une organisation non-gouvernementale d'origine belge, fondée et animée jusqu'à ce jour par Éric Toussaint. Professeur, historien, syndicaliste, Éric Toussaint étudie l'évolution de la dette des pays du Sud avec une précision et une patience de bénédictin. Grâce à lui et aux jeunes gens et jeunes femmes qui l'assistent, le CADTM s'est imposé aujourd'hui comme un véritable contre-pouvoir face aux institutions issues des accords de Bretton Woods et au Club de Paris. Toussaint et son équipe de chercheurs font preuvre d'un talent pédagogique considérable ».

### Parcours d'enseignant
Entre 1975 et 1994, Éric Toussaint enseigne plusieurs matières dont l'histoire dans une quinzaine d'établissements publics d'enseignement technique et professionnel de la Ville de Liège. Entre 1980 et 1984, il a également donné des cours d'économie à la Fondation André-Renard, l'école de formation des militants syndicaux de la FGTB (Fédération générale du travail de Belgique, le principal syndicat) à Liège. Entre 1994 et 2014, son organisation syndicale, la Centrale générale des services publics - secteur enseignement (affiliée à la FGTB), le libère afin qu'il puisse se concentrer entièrement aux activités du CADTM. Pendant ce temps, il poursuit des études et obtient le titre de docteur en sciences politiques des universités de Liège et de Paris VIII en 2004. Jusque 2014, il est maître de conférence à l'université de Liège où il donne un cours sur les relations Nord/Sud. Depuis 1998, il enseigne à la Coopération technique belge sur la thématique des alternatives à la dette et sur les flux financiers mondiaux. Il est également associé à l'Institut International de Recherche et de Formation (IIRE) à Amsterdam.

## Prises de position, conseils et publications concernant l'économie
Depuis plus de 20 ans, il publie des tribunes dans le quotidien Le Monde,,. 
Il est l'auteur d'une quinzaine de livres. Les plus récents sont Banque mondiale, Une histoire critique (Syllepse, 2022), Capitulation entre adulte (Syllepse, 2020) Le Système Dette. Histoire des dettes souveraines et de leur répudiation (Les Liens qui Libèrent, 2017) ; Bancocratie (ADEN, Bruxelles, 2014) ; Les Chiffres de la dette 2015, avec Pierre Gottiniaux, Daniel Munevar et Antonio Sanabria, (CADTM, 2014) ; Procès d'un homme exemplaire (Al Dante, Marseille, 2013) dont la postface a été écrite par l'homme politique et sociologue suisse Jean Ziegler ; AAA. Audit, annulation, autre politique, avec Damien Millet, (Seuil, Paris, 2012) ; La dette ou la vie, avec Damien Millet, (ADEN, Bruxelles, 2011) ; La crise, quelles crises ?, avec Damien Millet (ADEN, 2010).
La dette ou la vie a reçu le prix du livre politique de Liège en 2011.
Éric Toussaint a également participé à définir et à faire connaître la doctrine de la dette odieuse, à partir de son travail sur la définition d'Alexander Sack. Dans L'empire de la Honte, Jean Ziegler revient sur ce travail de conceptualisation et de démocratisation : « L'expression dette odieuse a été forgée par Éric Toussaint. Elle a été reprise ensuite par la plupart des organisations non gouvernementales et les mouvements sociaux qui luttent pour la justice sociale planétaire ».
Il a été membre de la Commission d'audit intégral de la dette de l'Équateur (CAIC) mise en place en 2007 par le président Rafael Correa. En 2008 également, le président paraguayen Fernando Lugo a fait appel à son expérience pour lancer l'audit de la dette de ce pays. En 2008, il a également conseillé le ministre vénézuélien du Développement économique et de la planification[réf. nécessaire].
En 2003, il a conseillé le nouveau gouvernement du Timor oriental en matière de dette et de relations avec le FMI et la Banque mondiale[réf. nécessaire].
Il a été invité en 2005 et en 2008 par la Commission économique de l'Union africaine à présenter ses propositions pour l'annulation des « dettes odieuses » réclamées à l'Afrique[réf. nécessaire].
En 2005, il a contribué à la création de l'Observatoire international de la dette avec les économistes de gauche d'Argentine[réf. nécessaire].
Depuis 2010, il soutient différentes initiatives d'audit citoyen de la dette en Europe (Grèce, Portugal, Espagne, France, Belgique... Ses conseils ont été sollicités par la commission d’enquête parlementaire du Congrès brésilien sur la dette (CPI) en 2011 et par la commission économique du Sénat brésilien en 2013[réf. nécessaire]. 
En 2012 et en 2013, il a été invité par Aléxis Tsípras, le président de SYRIZA, pour des discussions sur la dette grecque. En novembre 2014, il a été invité au Congrès argentin par des parlementaires de la majorité présidentielle qui souhaitaient la mise en place de la commission d'audit de la dette prévue par la loi dite du « paiement souverain » adoptée en septembre 2014. Éric Toussaint a été le coordinateur scientifique de la Commission pour la vérité sur la dette publique grecque. un groupe d'experts choisis à gauche parmi des économistes, des juristes et des activistes qui se regroupent autour du Comité pour l'annulation de la dette du tiers-monde (CADTM). Cette commission a été créée par Zoé Konstantopoúlou, la présidente du parlement grec entre février et début octobre 2015, a été dissoute par le nouveau président du parlement en novembre 2015 dans le contexte du 3e mémorandum imposé par les créanciers à la Grèce. La commission coordonnée par Éric Toussaint a produit deux rapports et a poursuivi ses travaux sans le soutien du nouveau parlement grec. Éric Toussaint se déclarera plus tard en désaccord avec la manière dont le gouvernement d'Aléxis Tsípras a géré la négociation de la dette avec la troïka, expliquant que ce dernier avait agi de manière contraire au programme de Thessalonique sur lequel il s'était engagé en septembre 2015[source insuffisante]. 
Éric Toussaint a apporté son concours à des autorités municipales en Espagne, qui ont essayé en 2016-2017 de promouvoir des audits de la dette à participation citoyenne[source insuffisante]. Il a collaboré avec les gouvernements municipaux de Madrid, Oviedo et Cadix. Par ailleurs le quotidien digital espagnol Publico.es publie régulièrement des articles d'Eric Toussaint[source insuffisante].
En octobre 2021, à la suite de la publication des Pandora Papers, Eric Toussaint a été invité par l'Assemblée nationale de l'Équateur pour apporter son témoignage à propos des révélations concernant les accusations portées contre le président en exercice Guillermo Lasso en matière de fraude fiscale et d'investissements dans les paradis fiscaux.
En mars 2022, il a été consulté par les parlementaires proches de la vice-présidente argentine Cristina Fernandez à propos du programme que l'Argentine a signé avec le FMI. Ses recommandations ont été dénoncées par les influents quotidiens d'opposition La Nacionet Clarin.

## Publications
- Banque mondiale - Une histoire critique, édition Syllepse, janvier 2022.  (ISBN 2849509957)
- Capitulation entre adultes : Grèce 2015, une alternative était possible, édition Syllepse, mars 2020.  (ISBN 978-2-84950-832-9)
- Le Système Dette. Histoire des dettes souveraines et de leur répudiation, éditions Les Liens qui Libèrent, Paris, 2017  (ISBN 979-10-209-0470-6)
- Généalogie du CADTM et des luttes contre les dettes illégitimes, CADTM, 2017
- Bancocratie, édition ADEN, Bruxelles, 2014,  (ISBN 978-2805920646)
- Les Chiffres de la Dette 2015, avec Pierre Gottiniaux, Daniel Munevar et Antonio Sanabria, CADTM, 2014
- Procès d'un homme exemplaire, édition Al Dante, Marseille, 2013
- AAA Audit Annulation Autre politique (avec Damien Millet), édition Le Seuil, Paris, 2012  (ISBN 978-2-02-107832-9)
- La dette ou la vie (dirigé avec Damien Millet), coédition Aden-CADTM, Bruxelles-Liège, 2011  (ISBN 978-2930402963)
- Un Coup d'œil dans le rétroviseur. L'idéologie néolibérale des origines jusqu'à aujourd'hui, Éditions du Cerisier, Cuesmes-Mons, 91 pages, 2010
- La crise, quelles crises ? (avec Damien Millet), coédition Aden-CADTM-Cetim, Bruxelles-Liège-Genève, 2010  (ISBN 978-2805900433)
- 60 Questions 60 Réponses sur la dette, le FMI et la Banque mondiale, avec Damien Millet, coédition CADTM-Syllepse, Liège-Paris, 388 pages, 2008
- Banque du Sud et nouvelle crise internationale, coédition CADTM-Syllepse, Liège-Paris, 207 pages, 2008
- Banque mondiale : le Coup d’État permanent. L'Agenda caché du Consensus de Washington, coédition CADTM-Syllepse-Cetim, Liège-Paris-Genève, 310 pages, 2006
- Les Tsunamis de la dette, avec Damien Millet, coédition CADTM-Syllepse, Liège-Paris, 187 pages, 2005
- La Finance contre les peuples. La Bourse ou la vie, coédition CADTM-Syllepse-Cetim, Liège-Paris-Genève, 638 pages, 2004
- 50 questions 50 réponses sur la dette, le FMI et la Banque mondiale, avec Damien Millet, coédition CADTM-Syllepse, 262 pages, 2002
- Sortir de l’impasse, avec Arnaud Zacharie, coédition CADTM-Syllepse, Liège-Paris, 222 pages, 2002
- Cuba : le pas suspendu de la révolution, avec Yannick Bovy, Éditions du Cerisier, Cuesmes-Mons, 396 pages, 2001
- Afrique : abolir la dette pour libérer le développement, avec Arnaud Zacharie, coédition CADTM-Syllepse, Liège-Paris, 272 pages, 2001
- Le Bateau ivre de la mondialisation, avec Arnaud Zacharie, coédition CADTM-Syllepse, Liège-Paris, 264 pages, 2000
- La Bourse ou la vie, coédition CADTM-Luc Pire-Syllepse-Cetim, Liège-Paris-Genève, 396 pages, 1998